# 1087 Arabis
1087 Arabis este un asteroid din centura principală, descoperit pe 2 septembrie 1927, de Karl Reinmuth.